# Сисак (крепост)
Сисак (на хърватски: Tvrđava Sisak) е крепост в хърватския град Сисак, построена на брега на река Купа малко преди вливането ѝ в река Сава.
Крепостта е построена през 1544-1550 г. за защита от опустошителните нападения на османците. Съоръжението има триъгълна форма и е изградено от тухли и камък. Всеки от ъглите му е подсилен с кръгла кула завършваща с коничен покрив. Стените на крепостта са с над 30 м дебелина. От запад и югозапад тя е естествено защитена от река Купа, а откъм другите си страни частична защита ѝ осигурява река Сава.
Именно пред стените на Сисачката крепост турците претърпяват пълен разгром в битката при Сисак през 1593 г. срещу войските на Хабсбургската монархия, съставени предимно от хървати.
Понастоящем в крепостта се помещава местният градски музей.

## Конструкция
Крепостта Сисак е структура с триъгълна форма, изградена предимно от тухли и поддържана от каменни части. Всеки ъгъл на крепостта е подсилен с кръгла кула, покрита с коничен покрив. Кулите са свързани с дълги над 30 метра дебели стени с бойници. Разположена на брега на реката, крепостта има естествена отбранителна линия от запад-югозапад, докато другите страни са частично защитени от близката река Сава, течаща на югоизток.